# Union Station (Omaha)
La Union Station, en 801 South 10th Street en Omaha, Nebraska, conocida también como Union Passenger Terminal, es "uno de los mejores ejemplos de arquitectura Art Deco en el Medio Oeste ". Designado Monumento de Omaha en 1978, fue incluido como "Terminal de Pasajeros de la Unión" en el Registro Nacional de Lugares Históricos en 1971, y fue designado Monumento Histórico Nacional en 2016. es parte del Distrito Histórico de Comercio y Ferrocarril de Omaha y fue la primera estación de ferrocarril Art Deco de Union Pacific, estableciendo firmemente a Omaha como una importante terminal ferroviaria en el Medio Oeste". 

## Historia
La segunda cochera fue diseñado por el arquitecto de Chicago Charles Sumner Frost y la construcción comenzó en octubre de 1898. Completado el 1 de diciembre de 1899 a un costo de $405,782, la fachada del edificio se elevó 60 pies (18,3 m) sobre el viaducto de la calle Décima al frente del edificio. Se construyó principalmente con ladrillo prensado fabricado en Omaha, así como con piedra de Bedford utilizada en los detalles arquitectónicos. Un dosel de vidrio y hierro protegía a los pasajeros de los elementos cuando ingresaban a la estación.

### Estructura actual
We have tried to express the distinctive character of the railroad: strength, power, masculinity.
Omaha Union Station Architect Gilbert Stanley Underwood

Diseñado por Gilbert Stanley Underwood de Los Ángeles, presenta una estructura de acero que está revestida con terracota vidriada de color crema.  La inauguración se produjo el 29 de julio de 1929 y el edificio se completó el 15 de enero de 1931. Los 124 000 pies cuadrados (11 520 m²)   costó $3.5 millones para construir.  Sobre el diseño del edificio, se dice que Underwood comentó: "Hemos tratado de expresar el carácter distintivo del ferrocarril: fuerza, poder, masculinidad". En su dedicación, Carl R. Gray, presidente de Union Pacific, declaró que la estación estaba "Dedicada por los ferrocarriles de Omaha para servir, comodidad y conveniencia de la gente".
Su construcción fue precedida por la construcción de la estación de tren de Burlington a una manzana de distancia. En diez años fue servida por siete ferrocarriles. Una vez finalizada, Union Station se hizo famosa por sus innovaciones tecnológicas, incluidas las cintas transportadoras de equipaje eléctricas, las escaleras mecánicas y la amplia iluminación en todo el edificio. Simultáneamente, los patrocinadores y los críticos apreciaron los atributos tradicionales y lujosos del edificio, incluidos los enormes baños para mujeres, hermosas columnas y pisos de mármol en todas partes, y madera de roble profundo que rodea todas las ventanas y puertas de la estación. Durante su primer año, transitaron 1,5 millones de pasajeros. 

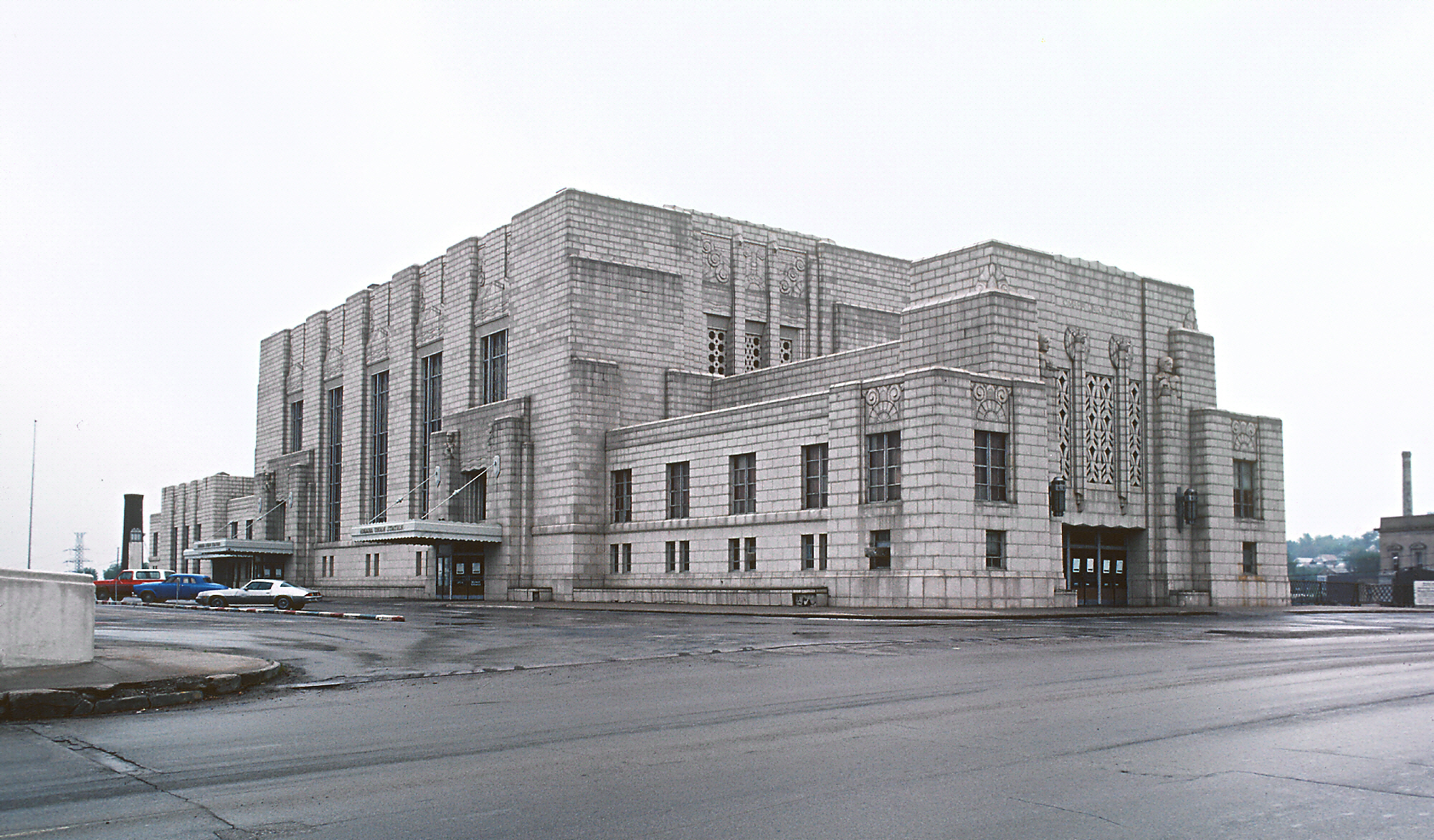
Estación Union de Omaha en mayo de 1980

Para 1946, 64 locomotoras de vapor estaban en funcionamiento y traían 10,000 pasajeros diariamente dentro y fuera de Union Station. Sin embargo, en una década todo cambió. En 1956 , Chicago and North Western Railroad detuvo su línea que atravesaba Omaha. 1960 vio la salida de Wabash Railroad . En 1965 , Missouri Pacific Railroad y Chicago Great Western Railway dejaron de funcionar, seguidos por Rock Island Railroad en 1969. El servicio de pasajeros cesó en 1971 y Union Station fue donada a la ciudad de Omaha por Union Pacific Railroad en 1973. 
Ese año, la estación se convirtió rápidamente en el hogar del Museo de Durham . El Museo y Archivos de Union Pacific también se ubicaron allí. En 1997, Union Station se sometió a una renovación que incluyó un 22 000 pies cuadrados (2043,9 m²)   adición y nuevos controles de clima para el museo, y hoy el edificio es una propiedad que contribuye al Distrito Histórico de Comercio y Ferrocarril de Omaha, bordeando el Distrito Histórico del Mercado Viejo y la Pequeña Italia de Omaha.